# Lengua de signos italiana
La lengua de signos italiana, en acrónimo LIS,  es una lengua natural que se transmite a través el canal visivo-gestual y es utilizada en el territorio italiano por los componentes de la Comunidad Sorda, que pueden ser S/sordos y oyentes, segnantes nativos o tardíos.

## Historia
Investigaciones lingüísticas sobre la Lengua de Signos Italiana han desarrollado hace pocas décadas a pesar de la lengua ha existido durante siglos. Todo inició en el 1960, cuando William C. Stokoe escribió Sign Language Structure: An Outline of the Visual Communication System of the American Deaf.
Él reconoce la naturaleza lingüística de la lengua de los signos, el elemento secuencial en la organización de la lengua de los signos y la divide en unidades mínimas. De allí, veamos nacer investigaciones sobre la lengua visiva en cada País del mundo. Investigaciones lingüísticas y científicas sobre la Lengua de Signos Italiana surgen solo alrededor de los años ochenta del XX siglo.

## Lingüística
La Lengua de Signos italiana se diferencia de la lengua italiana hablada en cuanto es puramente y exclusivamente visiva, y tiene su propia estructura fonológica, morfológica y sintáctico y es particularmente utilizada de la comunidad italiana de los sordos y de los hijos de padres sordos.

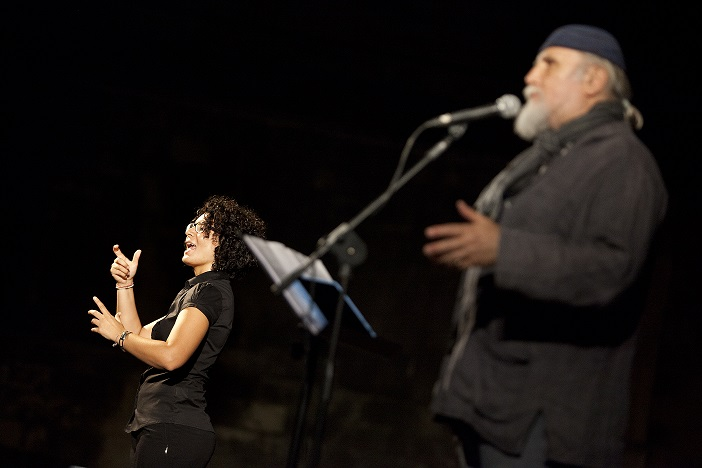
Una intérprete traduce Moni Ovadia en LIS

### Fonólogia de losqueremas
La Lengua de Signos italiana tiene cinco parámetros:
- Configuración
- Arrendamiento
- Movimiento
- Orientación
- Componentes no manuales (expresiones faciales)

### Morfología y sintaxis
La Lengua de Signos italiana es una lengua real desde el punto de vista sociológico, en cuanto es expresión de una comunidad: la comunidad de los sordos italianos.
Es también una verdadera lengua con suya estructura y sintaxis: esta es a menudo diferente del italiano pero puede tener similitudes sorprendentes con otras lenguas orales. Los verbos, por ejemplo, no se conjugan según el tiempo, sino deben concordar ambos con el sujeto (como en italiano) y con el objeto de la acción (como ocurre en la lengua euskera). Hay formas pronominales numéricas que indican noi due, voi due (en español nosotros dos, vosotros dos) e incluso noi cinque, voi quattro, loro tre (en español los cinco de nosotros, los cuatro de vosotros, ellos tres). La concordancia de los verbos, de los adjetivos y de los sustantivos no está basada en el género (masculino y femenino como en italiano), sino en la posición en el espacio en el que el signo se realiza. Existen diferentes formas de plural normal y  el plural distributivo, distinción desconocida a las lenguas europeas, pero conocida en lenguas oceánicas. El tono de voz se sustituye por la expresión de la cara: hay una expresión para las preguntas directas («Vieni?» [«¿Ven?»], «studi matematica?» [«¿estudias matemáticas?»]) una para preguntas complejas («quando vieni?» [«¿cuando ven?»],«cosa studi?» [«¿qué estudias?»],«perchè piangi? [«¿Por qué lloras?»]) una para los imperativos («vieni!» [«¡Ven!»], «studia!» [«¡Estudia!»]) y otras para indicar las oraciones relativas («il libro che ho comprato, la ragazza con cui parlavi» [«el libro que he comprado, la chica con la cual hablabas»]).
El signo de cada lengua de los signos puede ser descompuesto en 4 componentes esenciales: movimiento, orientación, configuración, lugar (es decir las cuatro componentes manuales del signo) y componentes no manuales: expresión facial, postura y componentes orales.
De este último elemento, las componentes orales, ya que son representadas solo ocasionalmente por labialización similar al hablado, se entiende que pertenezcan propiamente a la lengua de signos solo para aspectos secundarios donde el signo sea identificable y plenamente inteligible gracias a las otras componentes.
Se trata por lo tanto de una contribución de las lenguas orales cuya influencia sobre las lenguas de signos se manifiesta a causa de una educación represiva que no permitió, y a veces tampoco hoy no permite, el uso natural de la lengua de signos a los sordos con evidentes finalidades de integración (forzada y en sentido único): muchos sordos por ejemplo usan segnar el verbo en última posición (ej.: bambino mamma lui-le-parla [niño mamá él-le-habla]) cuando comunican en LIS; en cambio en las traducciones de televisión el verbo a menudo es puesto en segunda posición a imitación del italiano.
Otro evidente síntoma de la búsqueda de integración es la pseudo-lengua llamada italiano signado, es decir el uso de signos con estructura gramatical de la lengua italiana o, el recurso al alfabeto manual (dattilologia: el deletreo con los dedos) cuando al segnante le falta, para su ignorancia, un signo o todavía no ha entrado a formar parte de la lengua en LIS. El querema corresponde al fonema de las lenguas habladas. En este caso se puede hablar de parejas mínimas haciendo referencia a dos signos que son diferentes tan solo por uno de los componentes esenciales. Algunas funciones gramaticales son completadas con expresiones faciales como por ejemplo la forma interrogativa. Es posible, en cambio, con un solo signo que incorpora más elementos representar enteras frases o sus partes consistentes y significativas; existen por lo tanto signos particulares – como por ejemplo los clasificadores – que realizan más funciones.
Es importante no confundir términos que parecen equivalentes como la lengua de signos y el lenguaje de signos. Esto porque el término lenguaje, al menos según el diccionario de la lengua italiana, genéricamente indica la capacidad innata de los seres humanos de comunicarse entre de ellos en una (o más de una) lengua, independientemente de que se use la voz o el cuerpo para transmitir esa lengua. El término lengua designa un subconjunto muy específico de los deferentes lenguajes.
La Lengua de Signos Italiana, a diferencia de la lengua italiana hablada, basada sobre el orden SVO, está basada sobre el orden SOV, propiedad que hay también en las lenguas habladas, por ejemplo en el latino, vasco y japonés.

## Cuadro legislativo
En Suiza las lenguas de signos están reconocidas por los respectivos cantones suizos, por la Constitución de Suiza y por las constituciones cantonales.
Italia está esperando un proyecto de ley, que desde 2011 ha atraído la atención de la opinión pública con el nacimiento de un movimiento: "Movimento LIS Subito!", criticados por las familias y por otras asociaciones contrarias al proyecto de ley para el riconoscimento legislativo de la lengua de  signos italiana.
En San Marino hay una pequeña minoría de la población sorda que pide al Estado el riconoscimento de la lengua de signos italianos.

## Para aprender la lengua de signos italiana
- - Aprender lengua de signos
  - Lengua de signos italiana
  - Alfabeto dactilológico
  - Empieza el camino por LSE
  - Curso gratui